# Японски корморан
Японски корморан (Phalacrocorax capillatus) е вид птица от семейство Корморанови (Phalacrocoracidae).

## Разпространение
Видът е разпространен в Китай, Русия, Северна Корея, Южна Корея и Япония.